# Андреевка (приток Казанки)
Андре́евка — малая река на Среднем Урале, правый приток Казанки. Протекает по землям Новоуральского городского округа Свердловской области России.

## География
Река Андреевка протекает в северо-западной окрестности закрытого города Новоуральска, восточнее промышленной зоны. Длина реки составляет приблизительно 3,5 км.
Исток Андреевки находится на северном склоне Караульной горы. В этой же местности, чуть западнее, берёт исток река Казанка, в которую Андреевка впадает. Сначала обе реки текут по лесистой местности почти параллельно друг другу. Андреевка течёт на северо-восток.
В нижнем течении река пересекает садоводческое товарищество «Строитель-1», протянувшееся вдоль линии электропередач. Ширина просеки под ЛЭП и сады составляет около 300 м. Фактически это единственное открытое (безлесное) место, где протекает Андреевка. В садах в русле реки образован небольшой пруд, по своей форме напоминающий квадрат стороной примерно 70—80 метров. В полукилометре от водоёма в русле реки видны значительные следы старательской деятельности — это бывший Андреевский золотой прииск.
Перед устьем Андреевка течёт примерно 150 метров параллельно каналу, по которому протекает река Казанка, отделяясь от него узкой перемычкой, а затем впадает в Казанку справа.